# دستور قرطاج
يعتبر دستور قرطاج واحدا من أقدم وأعرق الدساتير المكتوبة في التاريخ حيث يعود إلى القرن السادس قبل الميلاد ممثلا بذلك أوّل شكل من أشكال التنظيم السياسي المقنن اللّذي عرفتـه تونس، ومن المعلوم أيضا أن جمهورية قرطاج كانت أهم منابع الديمقراطية في العالم القديم قبل روما وأثينا بشهادة أرسطو وأفلاطون والمؤرخ اليوناني الكبير بوليبيوس والمؤرخ والأديب الروماني تيتوس ليفيوس وكذلك ديودروس الصقلي والمؤرخ والعالم الجغرافي الكبير سترابو.

## تاريخ قرطاج السياسي

### المرحلة الأولى
من عام 814- 550 ق.م وهي المرحلة الملكية وكانت عبارة عن امتداد للنظام الفينيقي في بلاد الشام حيث تقوم الأسر الغنية باختيار الملك والإنفاق على الجيش والأسطول وحملات الاستكشاف للبحث عن المواد الخام والأسواق الجديدة. وكانت الإمبراطورية الفينيقية لا تزال تؤسس المستعمرات في سردينيا وايبيريا وشمال أفريقيا وقامت قرطاج برد الهجوم اليوناني على إقليم طرابلس ومن أشهر ملوك هذه الفترة الملكة عليسة(814-760 ق.م).

### المرحلة الثانية
من (550-480 ق.م) وهي فترة أسرة (ماقون) التي تتابع أفرادها على حكم قرطاج طيلة ثلاثة أجيال من ماقون حتى ولديه أميلكار الأول ثم صدر بعل الأول. وجرت خلالها معارك صقلية. ومدت قرطاج نفوذها إلى مساحات واسعة
وفي هذه الفترة نشات في قرطاج طبقة جديدة من ملاك الأرض الذين ما لبثوا أن حولوا أراضيهم إلى إقطاعيات شبه مستقلة وشرعوا يضغطون لتقليص سلطة الملك وإرغامه على مشاركتهم في الحكم.

### المرحلة الثالثة
من (480-290 ق.م) وهي مرحلة الثورة الشاملة التي شهدت تقويض الحكم الفردي المطلق، وقيام الحرب الأولى بين روما وقرطاج، وانسحاب الأسطول من جبهة البحر المتوسط، وظهور خمس هيئات سياسية جديدة تولت أمور الدولة بدلا من أسرة ماقون وهذه الهيئات هي:
- الملكان أو السبطان (الشوفطان): تتركز السلطة المباشرة في ايديهما. يسميان ملكان أو سبطان ويتم انتخابهما من أسرتين مختلفتين على غرار الملكين الذين كانا يحكمان إسبارطا في اليونان، والقنصلين الذين كانا يتقاسمان السلطة في روما. يقوم الملكان خدمتهما مدة سنة كاملة (تعرف باسمهما) ويجمعان كثيرا من الوظائف والسلطات التنفيذية في مختلف الميادين السياسية والعسكرية والقضائية، فهما اللذان برئسان مجلس الشيوخ، ويعينان جدول أعماله ويقودان جيوش البر والبحر، وينظران في امور القضاء.
- مجلس الشيوخ: يتكون من 300 عضو يتم ختيارهم لمدى الحياة من بين الطبقة الثرية. وهو أبرز الهيئات وأعلاها شأنا، ويتولى جميع شؤون الإدارة العليا، ويقرر أمور السلام والحرب ويولي قواد الجيش ويعزلهم وإليه يعود الملوك ومنه يستمدّون قوّتهم، وله الحق –في حالة الضرورة-أن يعقد جلسات سرية ولا يذيع نتيجة التصويت أو يؤجل إذاعتها.
- مجلس الحكماء: تلي في الأهمية مجلس الشيوخ. تتكون من 104 أعضاء يتم انتخابهم حسبما أظهروه من كفاءة. مهام المحكمة وسلطاتها مراقبة الملوك وجميع الحكام وتقديمهم للقضاء إذا أخلوا بواجباتهم.
- مجلس الشعب: هيئة منتخبة من المواطنيين تعرض عليها جميع المسائل التي لم يحصل في شأنها الاتفاق بين الملكين من حهة وبين مجلس الشيوخ من جهة أخرى، وتكون لها الكلمة النهائية. وكانت قرطاج بذلك من أوائل الدول في العالم القديم التي عاشت تجربة النظم الشعبية الخالصة.
- الجمعيات: وهي جمعيات سياسية ودينية تعتبر أقساما وشعبا انتخابية. كل عضو في أي من هذه الجمعيات ينتخب داخل شعبته، لكن رأي الأغلبية يعتبر رأي الشعبة كلها ويحسب صوتا واحدا في الانتخاب العام. وينظر أعضاء هذه الجمعيات في شؤون الدولة، وفي أعمال المجالس الشعبية.

### المرحلة الرابعة
من عام 290 ق.م حتى سقوط قرطاج عام 146 ق.م. جمعت هذه الفترة بين مظاهر المرحلتين الثانية والثالثة، فتركزت السلطة في يد آل بركة، إلى جانب المجالس و الهيئات والمجالس السياسية في نظام ملامحه على النحو التالي:
- السلطة العليا: في يدى بركة الذين حكموا بمثابة ملوك. وإذا كان لفظ ملك قد زال لفظا، فقد ظل وظيفة، إذ أن نوعية سلطة آل بركة كانت سلطة ملكية.
- مجلس الشيوخ: شبيه بمجلس الشيوخ في المرحلة السابقة، لكن صلاحييته وسلطاته هذه المرة كانت أضيق نطاقا، وتفلص صلاحيات المجلس الشيوخ يعود إلى أن حكام هذه الفترة كانوا يعتمدون على قاعدة شعبية واسعة بدل الطبقة الثرية وأصحاب الإقطاعيات، وهذا المجلس هو الذي بادر إلى عقد المعاهدة المميتة مع سيبيو بعد معركة زاما، وهو الذي شهد بعد ذلك تدمير قرطاج.
- الهيئات الشعبية: وهي التنظيمات الجماهيرية التي أعتمد عليها آل بركة- من أملكار إلى حنبعل- في مواجهة لمواصلة القتال ضد روما، وأبرزها هيئتان:

1. مجلس الثلاثين: اللذي يتولى فرض الضرائب والموازنة المالية.
2. مجلس العشرة: اللذي يتولى شؤون المعابد والقضاء والداخلية.

## اهتمام وإشادة أرسطو بدستور قرطاج
إنّ دستور قرطاج الديمقراطي المتميز في العراقة والمضمون جعل عددا كبيرا من المؤرخين يقرون بأسبقية دولة قرطاج في فتح أبواب الحرية للشعب وإرساء الديمقراطية علي مدى تاريخ البشرية فلقد عرفت قرطاج مؤسـسات سياسية متميزة، تناقلتها مجتمعات مجاورة، علي الصعيد المركزي أو البلدي. فكانـت قرطاج، جمهوريـة تتقيـد بضوابط القانون وأولى الفيلسوف اليوناني أرسطو اهتماما خاصا للنظام السياسي في قرطاج وبدى له دستور قرطاج قريبا جدّا من المثال اللذي يتصوره في تنظيم الحياة السياسية
اشتهر القرطاجيون بإرسائهم مؤسسات جيدة ذات مؤهلات خارجة عن المألوف... والكثير من هذه المؤهلات بلغ حد الامتياز. وهو ما يقيم الدليل على حكمة القائمين على شؤون قرطاج بما جعل العنصر الشعبي محافظا بمحض اختياره على وفائه للنظام المؤسساتي القائم. وهكذا فان قرطاج لم تعرف أبدا من الانتفاضات والنظم الاستبدادية ما يستحق الذكر...” (أرسطو: كتاب السياسة II-XI).